# یواس‌اس چاپر (اس‌اس-۳۴۲)
یواس‌اس چاپر (اس‌اس-۳۴۲) (به انگلیسی: USS Chopper (SS-342)) یک زیردریایی بود که طول آن ۳۱۱ فوت ۹ اینچ (۹۵٫۰۲ متر) بود. این زیردریایی در سال ۱۹۴۵ ساخته شد.